# 营口理工学院
营口理工学院是一所位于中华人民共和国辽宁省营口市的全日制本科公办省属普通高等学校。

## 历史沿革
2009年1月，经辽宁省人民政府批准，营口市人民政府与东北财经大学、辽宁石油化工大学、辽宁科技大学合作建设营口大学园。
2013年4月18日，经过四年孵化，营口理工学院成立。